# Михеевы
Михеевы — дворянский род.
Опричником Ивана Грозного числился дьяк Таврило Михеев (1573).
«Петр Михеев в службу вступил в 1773 году. В 1807 находясь в Гатчинском Городовом Правлении Советником, произведен Коллежским Советником, в 1810 Марта 15 с потомством его пожалован на дворянское достоинство, приобретенное чинами, дипломом и гербом, с коих копия хранится в Герольдии». 

## Описание герба
В пространной половине щита, разрезанной диогонально к верхнему углу, в правом голубом поле изображена золотая шестиугольная звезда, а в левом серебряном поле разогнутый циркуль, поставлены на свитке с чертежами. В нижней части горизонтально означен каменный канал. Щит увенчан дворянскими шлемом и короною. Намёт на щите голубый и золотой, подложенный золотом и красным.